# All I Have (canción de Jennifer López)
"'All I Have'"  es una canción de la cantante estadounidense Jennifer Lopez, con la participación del rapero estadounidense LL Cool J. Escrita por Lopez, Makeba Riddick, Curtis Richardson y Ron G y producida por Cory Rooney, Ron G y Dave McPherson, fue lanzado el 14 de diciembre de 2002, como el segundo sencillo del tercer álbum de estudio de López, This Is Me... Then (2002).
La canción fue un éxito en las listas, alcanzando el número uno en Estados Unidos (convirtiéndose en el último número uno de López a partir de 2024), y entró en el top 10 en varios países.  Después del éxito de "All I Have" con LL Cool J, la canción se incluyó en la reedición de su álbum 10. La canción ocupó el puesto 15 como la canción más exitosa en el Billboard Hot 100 de 2003 y 2011. Billboard nombró la canción como el 34º dueto más grande de todos los tiempos. López nombró su espectáculo residencial de Las Vegas 2016, "All I Have", en honor a la canción.